# Schwimmeuropameisterschaften 1974
Die 13. Schwimmeuropameisterschaften fanden vom 18. bis 25. August 1974 in Wien statt und wurden von der Ligue Européenne de Natation (LEN) veranstaltet.
Die Schwimmeuropameisterschaften 1974 beinhalteten Wettbewerbe im Schwimmen, Kunst- und Turmspringen, Synchronschwimmen sowie das Wasserballturnier der Männer.

## Beckenschwimmen

### Ergebnisse Männer
| Wettbewerb                 | Gold                                   | Gold       | Silber                                     | Silber   | Bronze                                     | Bronze   |
| -------------------------- | -------------------------------------- | ---------- | ------------------------------------------ | -------- | ------------------------------------------ | -------- |
| 100 m Freistil             | Peter Nocke Bundesrepublik Deutschland | 52.18      | Wladimir Bure Sowjetunion                  | 52.19    | Klaus Steinbach Bundesrepublik Deutschland | 52.31    |
| 200 m Freistil             | Peter Nocke Bundesrepublik Deutschland | 1:53.10    | Klaus Steinbach Bundesrepublik Deutschland | 1:53.72  | Alexander Samsonow Sowjetunion             | 1:53.74  |
| 400 m Freistil             | Alexander Samsonow Sowjetunion         | 4:02.11    | Bengt Gingsjö Schweden                     | 4:03.79  | Andrei Krylow Sowjetunion                  | 4:04.32  |
| 1500 m Freistil            | Frank Pfütze DDR                       | 15:54.57   | James Carter Großbritannien                | 15:54.78 | Igor Jewgrafow Sowjetunion                 | 16:04.42 |
| 100 m Rücken               | Roland Matthes DDR                     | 58.21      | Lutz Wanja DDR                             | 58.66    | Zoltán Verrasztó Ungarn                    | 58.78    |
| 200 m Rücken               | Roland Matthes DDR                     | 2:04.64    | Zoltán Verrasztó Ungarn                    | 2:04.76  | Róbert Rudolf Ungarn                       | 2:07.52  |
| 100 m Brust                | Nikolai Pankin Sowjetunion             | 1:05.63    | Walter Kusch Bundesrepublik Deutschland    | 1:06.04  | David Leigh Großbritannien                 | 1:06.17  |
| 200 m Brust                | David Wilkie Großbritannien            | 2:20.42    | Nikolai Pankin Sowjetunion                 | 2:22.84  | David Leigh Großbritannien                 | 2:23.79  |
| 100 m Schmetterling        | Roger Pyttel DDR                       | 55.90      | Roland Matthes DDR                         | 56.68    | Folkert Meeuw Bundesrepublik Deutschland   | 57.60    |
| 200 m Schmetterling        | András Hargitay Ungarn                 | 2:03.80    | Brian Brinkley Großbritannien              | 2:04.13  | Hartmut Flöckner DDR                       | 2:04.55  |
| 200 m Lagen                | David Wilkie Großbritannien            | 2:06.32    | Christian Lietzmann DDR                    | 2:07.61  | András Hargitay Ungarn                     | 2:09.08  |
| 400 m Lagen                | András Hargitay Ungarn                 | 4:28.89    | Christian Lietzmann DDR                    | 4:30.32  | Andrei Smirnow Sowjetunion                 | 4:32.48  |
| 4 × 100 m Freistil Staffel | BR Deutschland                         | 3:30.61    | Sowjetunion                                | 3:32.01  | Deutsche Demokratische Republik            | 3:32.54  |
| 4 × 200 m Freistil Staffel | BR Deutschland                         | 7:39.70    | Sowjetunion                                | 7:42.06  | Schweden                                   | 7:43.10  |
| 4 × 100 m Lagen Staffel    | BR Deutschland                         | 3:51.57 ER | Vereinigtes Königreich                     | 3:54.13  | Sowjetunion                                | 3:54.37  |

### Ergebnisse Frauen
| Wettbewerb                 | Gold                                       | Gold    | Silber                     | Silber  | Bronze                                          | Bronze  |
| -------------------------- | ------------------------------------------ | ------- | -------------------------- | ------- | ----------------------------------------------- | ------- |
| 100 m Freistil             | Kornelia Ender DDR                         | 56.96   | Angela Franke DDR          | 57.82   | Enith Brigitha Niederlande                      | 58.10   |
| 200 m Freistil             | Kornelia Ender DDR                         | 2:03.22 | Enith Brigitha Niederlande | 2:03.73 | Andrea Eife DDR                                 | 2:05.04 |
| 400 m Freistil             | Angela Franke DDR                          | 4:17.83 | Cornelia Dörr DDR          | 4:19.72 | Novella Calligaris Italien                      | 4:22.92 |
| 800 m Freistil             | Cornelia Dörr DDR                          | 8:52.45 | Novella Calligaris Italien | 8:57.93 | Gudrun Wegner DDR                               | 8:59.79 |
| 100 m Rücken               | Ulrike Richter DDR                         | 1:03.30 | Ulrike Tauber DDR          | 1:05.07 | Enith Brigitha Niederlande                      | 1:05.94 |
| 200 m Rücken               | Ulrike Richter DDR                         | 2:17.35 | Ulrike Tauber DDR          | 2:18.72 | Enith Brigitha Niederlande                      | 2:21.33 |
| 100 m Brust                | Christel Justen Bundesrepublik Deutschland | 1:12.55 | Renate Vogel DDR           | 1:13.69 | Ágnes Kaczander Ungarn                          | 1:14.95 |
| 200 m Brust                | Karla Linke DDR                            | 2:34.99 | Anne-Katrin Schott DDR     | 2:38.88 | Marina Jurtschenja Sowjetunion                  | 2:42.04 |
| 100 m Schmetterling        | Rosemarie Kother DDR                       | 1:01.99 | Anne-Katrin Leucht DDR     | 1:03.63 | Gunilla Andersson Schweden                      | 1:04.67 |
| 200 m Schmetterling        | Rosemarie Kother DDR                       | 2:14.45 | Anne-Katrin Leucht DDR     | 2:18.45 | Barbara Schwarzfeldt Bundesrepublik Deutschland | 2:19.71 |
| 200 m Lagen                | Ulrike Tauber DDR                          | 2:18.97 | Andrea Hübner DDR          | 2:23.97 | Irina Fetissowa Sowjetunion                     | 2:25.40 |
| 400 m Lagen                | Ulrike Tauber DDR                          | 4:52.42 | Gudrun Wegner DDR          | 4:58.78 | Susan Richardson Großbritannien                 | 5:06.71 |
| 4 × 100 m Freistil Staffel | Deutsche Demokratische Republik            | 3:52.48 | Niederlande                | 3:57.08 | Frankreich                                      | 3:57.61 |
| 4 × 100 m Lagen Staffel    | Deutsche Demokratische Republik            | 4:13.78 | BR Deutschland             | 4:23.50 | Schweden                                        | 4:23.90 |

## Kunst- und Turmspringen

### Ergebnisse Männer
| Wettbewerb | Gold                  | Silber                   | Bronze                            |
| ---------- | --------------------- | ------------------------ | --------------------------------- |
| 3 m        | Klaus Dibiasi Italien | Giorgio Cagnotto Italien | Wjatscheslaw Strachow Sowjetunion |
| 10 m       | Klaus Dibiasi Italien | Falk Hoffmann DDR        | Alexander Gendrikson Sowjetunion  |

### Ergebnisse Frauen
| Wettbewerb | Gold                  | Silber                     | Bronze                            |
| ---------- | --------------------- | -------------------------- | --------------------------------- |
| 3 m        | Ulrika Knape Schweden | Irina Kalinina Sowjetunion | Tamara Safonowa Sowjetunion       |
| 10 m       | Ulrika Knape Schweden | Irina Kalinina Sowjetunion | Jelena Waizechowskaja Sowjetunion |

## Synchronschwimmen
| Wettbewerb | Gold                                      | Silber                                                     | Bronze                                        |
| ---------- | ----------------------------------------- | ---------------------------------------------------------- | --------------------------------------------- |
| Einzel     | Jane Holland Großbritannien               | Angelika Honsbeek Niederlande                              | Brigitte Serwonski Bundesrepublik Deutschland |
| Duett      | Jane Holland Jennifer Lane Großbritannien | Beate Mäckle Brigitte Serwonski Bundesrepublik Deutschland | Helma Giuvers Angelika Honsbeek Niederlande   |
| Gruppe     | Vereinigtes Königreich                    | BR Deutschland                                             | Niederlande                                   |

## Wasserball

### Ergebnisse Männer
| Wettbewerb | Gold   | Silber      | Bronze      |
| ---------- | ------ | ----------- | ----------- |
| Mannschaft | Ungarn | Sowjetunion | Jugoslawien |

## Medaillenspiegel
| Medaillenspiegel | Medaillenspiegel                | Medaillenspiegel | Medaillenspiegel | Medaillenspiegel | Medaillenspiegel |
| Rang             | Nation                          | Goldmedaille     | Silbermedaille   | Bronzemedaille   | gesamt           |
| ---------------- | ------------------------------- | ---------------- | ---------------- | ---------------- | ---------------- |
| 1                | Deutsche Demokratische Republik | 17               | 15               | 4                | 36               |
| 2                | BR Deutschland                  | 6                | 5                | 4                | 15               |
| 3                | Vereinigtes Königreich          | 5                | 3                | 3                | 11               |
| 4                | Ungarn                          | 3                | 1                | 4                | 8                |
| 5                | Sowjetunion                     | 2                | 7                | 11               | 20               |
| 6                | Italien                         | 2                | 2                | 1                | 5                |
| 7                | Schweden                        | 2                | 1                | 3                | 6                |
| 8                | Niederlande                     | –                | 3                | 5                | 8                |
| 9                | Frankreich                      | –                | –                | 1                | 1                |
| 9                | Jugoslawien                     | –                | –                | 1                | 1                |
| ––               | insgesamt                       | 37               | 37               | 37               | 111              |